# 東京都立豊多摩高等学校
東京都立豊多摩高等学校（とうきょうとりつとよたまこうとうがっこう）は、東京都杉並区成田西二丁目にある東京都立高等学校。

## 概要
旧制府立十三中を前身とする全日制普通科高校。校名は旧豊多摩郡に由来している。開校当初は姉妹校である東京府立第一中学校（日比谷高校）を間借りしていた。現在の校地は39,000平方メートル（東京ドームの83%）ほどである。かつては定時制普通科も設置されていた。
2007年に進学指導推進校に指定された。
学校内では自主自律を校風としている。学級委員を昔のまま級長、生徒を学友と呼び、行事や部活動は学友会という名称の生徒会が中心に運営されている。さらに、「文武両道」も謳っており、行事・部活動も盛んに行われている。2015年には、学友主導による自発的な委員会の再編が行われた。
伝統的に文化活動が盛んな校風であり、卒業生に宮崎駿、谷川俊太郎をはじめとする著名な文化人を輩出している。卒業式では本校卒業生の谷川俊太郎の詩「あなたに」を朗読するのが伝統となっている。

## 基礎データ
交通
- 電車 : 京王井の頭線浜田山駅より徒歩10分
- バス

| 運行事業者 | 乗車駅   | 系統       | 下車停留所                                                         |
| ---------- | -------- | ---------- | ------------------------------------------------------------------ |
| 関東バス   | 中野駅   | 中35・中36 | （下り方面）「豊多摩高校」、徒歩5分 （上り方面）「杉並第二小学校」 |
| 関東バス   | 高円寺駅 | 高43       | （下り方面）「豊多摩高校」、徒歩5分 （上り方面）「杉並第二小学校」 |

校歌
作詞：金田一京助、作曲：山田耕筰
校名
初代校長西村房太郎が、決定したばかりの校地（現校地）への生徒の通学区域を予想し、その範囲をカバーすると思われる地域名（旧豊多摩郡）をとって校名とした。当初、東京府の学務課は当時の新地名であった「西田町」をとり「西田町中学校」とするように考えており、一度「豊多摩中学校」案は却下されていたが、後に認められた。当時東京府は、十一中以上の校名はなるべく早くナンバーをやめ、固有の名称を用いる意向であった。

## 部活動
文芸部、ラグビー部（第31回全国高校ラグビー）、サッカー部（1953年度全国高校サッカー）、水泳部は全国大会出場の経験があり、放送部は全国高校放送コンテストの全国大会出場者（アナウンス、朗読部門）もいる。また、屋上には口径30センチと都内の高校でも有数の望遠鏡があり、天文部が活動で使用している。
2019年（令和元年）、野球部が西東京大会で都立校唯一のベスト8入りを果たした。

## 沿革
- 1940年 - 東京府立第十三中学校として東京府立第一中学校（現東京都立日比谷高等学校）内に設立。
- 1941年 - 東京府立豊多摩中学校と改称。
- 1942年 - 新校舎落成、現校地に移転。
- 1948年 - 学制改革により東京都立第十三新制高等学校となる。定時制課程設置。
- 1949年 - 学友会[注 2]、同窓会発足。
- 1950年 - 東京都立豊多摩高等学校と改称、男女共学開始。図書館落成。校歌制定。
- 1952年 - 学区合同選抜制度導入。合唱コンクール・全校マラソン始まる。
- 1959年12月24日 - 火災により12教室が消失。
- 1966年1月31日 - 火災により300番校舎が消失[注 3]。
- 1967年 - 学校群制度導入、杉並高校・荻窪高校と33群を組む。
- 1969年12月15日 - 学生運動が活発になり生徒が学校を封鎖。期末テストが延期になる[6]。
- 1982年 - グループ合同選抜制度導入。鷺宮・富士・武蔵丘・荻窪・杉並・西・永福の各校と31グループに編成される。
- 1993年 - 定時制を募集停止。
- 1994年 - 現在の単独選抜制度導入。現校舎竣工。
- 2003年 - 2学期制に移行する。
- 2005年 - 学友による委員会再編を実施。
- 2006年 - 同年度より東京都の重点支援校に指定。文部科学省から『学力向上拠点形成事業』の「確かな学力育成のための実践研究推進校」の指定を受ける。
- 2007年 - 進学指導推進校に位置づけられる
- 2008年 - 3学期制に戻す。
- 2009年 - スポーツ教育推進校に指定。
- 2010年 - 進学指導推進校に指定。

## 学友会
（2015年-新委員会制度）
| - 学友会 - 学友会総会 - 中央協議会 | - 運動委員会 - 文化委員会 - 選挙管理委員会 | - 風紀委員会 - 環境委員会 - 行事委員会 - 保健委員会 - 図書委員会 - 記念祭実行委員会 - 体育祭実行委員会 |

## 学校行事
- 遠足 (4月)
- 学友会総会（5月）
- 合唱コンクール（6月）
- 球技大会（5月 - 6月）
- 縦割りホームルーム（7月）
- 記念祭（9月）
- 体育祭（9月）
- 修学旅行（11月）
- 地理野外調査(2月)
- 芸術鑑賞教室（2月）
- 学友会総会（2月）
- ロードレース（英語版）大会：男子10km、女子7km（2月）
- 球技大会（2月 - 3月）
- 卒業式（3月）

新型コロナウイルスの影響により、2020年度（令和2年度）、2021年度の学校行事は多くが中止となり、記念祭の代行行事・豊多摩万博（映像作品発表会）などが行われた。2022年度は平年通りの行事開催が予定されている。

## 著名な出身者
政治
- 梶原康弘（元衆議院議員、元農林水産大臣政務官）
- 君塚栄治（第32代陸上幕僚長、陸将）
- 志村豊志郎（第6代練馬区長、元練馬区助役）

経済
- 上原治也（三菱東京フィナンシャル・グループ会長、三菱UFJ信託銀行会長・社長、信託協会会長）
- 中原茂明（トクヤマ会長・社長、日本ソーダ工業会会長）
- 萩本友男（ソニー生命保険社長）
- 橋本眞幸（SUMCO会長兼CEO兼取締役会議長、三菱マテリアル副社長）
- 古沢煕一郎（三井トラスト・ホールディングス会長・社長、中央三井信託銀行会長兼社長、信託協会会長）

学者
- 木村尚三郎（東京大学名誉教授、歴史学者）
- 西田美昭（東京大学名誉教授、経済学者）
- 野村東太（ものつくり大学学長、元横浜国立大学学長）
- 金井貴嗣（中央大学教授、法学者）
- 中西又三（中央大学教授、法学者）
- 鈴木功（筑波大学名誉教授）
- 高橋一生（国際基督教大学教授）
- 久下裕利（昭和女子大学短期大学部教授）
- 酒井道夫（武蔵野美術大学名誉教授）
- 宮本太郎（中央大学教授、政治学者宮本顕治の息子）

芸術
- 宮崎駿（映画監督）
- 谷川俊太郎（詩人）定時制出身
- 北見葉胡（画家）
- 清元榮三郎（清元節三味線方、人間国宝）
- 佐藤卓（グラフィックデザイナー）
- 大森立嗣（映画監督）
- 堀本惠美子（画家）
- 堀越謙三（映画プロデューサー）

作家・翻訳家・脚本家
- 橋本治（作家）
- 辺見じゅん（作家）
- 中村正䡄（直木賞作家）
- 森巣博（作家）
- 一志治夫（ノンフィクション作家）
- 堀井拓馬（作家）
- 北川幸比古（作家・翻訳家）
- 松岡和子（翻訳家・演劇評論家）
- 宮村優子（劇作家・脚本家）
- 鳥居元宏（脚本家）
- 松村美香（作家）

音楽
- 柳澤愼一（ジャズ歌手、俳優）青山学院高等部に転校
- 米川英之（ギタリスト、歌手 / 元C-C-B）
- 福田洋介（作曲家、編曲家）
- 翠川敬基（チェロ奏者）

芸能・マスコミ
- イッセー尾形（コメディアン）
- 小平桂子アネット（スポーツジャーナリスト）
- 吉田大吾（お笑い芸人 / POISON GIRL BAND）
- 倉持隆夫（元日本テレビアナウンサー）
- 里匠（NHKアナウンサー）
- 高梨敬一郎（元NHKアナウンサー）
- 吉本暁弘（元ジューク・ボックス/ぱれっと代表）
- 恩田えり（落語協会お囃子奏者）
- 曽田博久（放送作家）
- 黛哲郎（朝日新聞東京本社学芸部編集委員）
- ケネス徳田（プロ雀士）

声優・俳優
- 加藤みどり（声優 / サザエさんなど）
- 喜多道枝（声優、俳優 / ネロ・ダースなど）
- 松橋登（俳優）
- 加藤亮夫（声優）
- 黒田福美（俳優、韓国通のコメンテーター）
- 辻輝猛（俳優）
- 小沢直平（俳優）
- 大谷英子（俳優）
- 長井短（俳優、モデル）

スポーツ
- 山口麻美（サッカー選手）